# Euromoia
Euromoia is een geslacht van vlinders van de familie uilen (Noctuidae), uit de onderfamilie Hadeninae.

## Soorten
- E. mixta Staudinger, 1892
- E. subpulchra Alphéraky, 1897